# Cookeina
Cookeina Kuntze – rodzaj grzybów z rodziny czarkowatych (Sarcoscyphaceae). 

## Systematyka i nazewnictwo
Pozycja w klasyfikacji według Index Fungorum: Cookeina, Sarcoscyphaceae, Pezizales, Pezizomycetidae, Pezizomycetes, Pezizomycotina, Ascomycota, Fungi.
Synonimy nazwy naukowej: Boedijnopeziza S. Ito & S. Imai, Peziza sect. Trichoscypha Cooke, Pilocratera Henn., Trichoscypha (Cooke) Sacc..

## Charakterystyka
Przedstawiciele tego rodzaju występują w obszarach tropikalnych i subtropikalnych. Spotykane są na opadłych gałęziach roślin okrytonasiennych, ich pniach i niekiedy na owocach. Malezyjskie plemię Temuan spożywa owocniki niektórych gatunków tego rodzaju, stosuje je także jako przynętę do łowienia ryb.

## Niektóre gatunki
- Cookeina colensoi (Berk.) Seaver 1913
- Cookeina colensoiopsis Iturr. & Pfister 2006
- Cookeina globosa Douanla-Meli 2005
- Cookeina indica Pfister & R. Kaushal 1984
- Cookeina mundkurii S.C. Kaushal 1987
- Cookeina sinensis Zheng Wang 1997
- Cookeina speciosa (Fr.) Dennis 1994
- Cookeina sulcipes (Berk.) Kuntze 1891
- Cookeina sumatrana Boedijn 1929
- Cookeina tricholoma (Mont.) Kuntze 1891
- Cookeina venezuelae (Berk. & M.A. Curtis) Le Gal 1953

Wykaz gatunków (nazwy naukowe) na podstawie Index Fungorum. Uwzględniono tylko gatunki zweryfikowane o potwierdzonym statusie.